# Еремеевский сельсовет (Московская область)
Еремеевский сельсовет — упразднённая административно-территориальная единица, существовавшая на территории Московской губернии и Московской области до 1939 года.
Еремеевский сельсовет был образован в первые годы советской власти. В 1919 году Еремеевский с/с входил в Еремеевскую волость Звенигородского уезда Московской губернии.
14 января 1921 года Еремеевская волость была передана в Воскресенский уезд.
В 1924 году к Еремеевскому с/с был присоединён Подпоринский с/с.
По данным 1926 года в состав сельсовета входили деревня Бакеево, село Еремеево, деревня Подпорино, село Хованское, а также 2 хутора и 1 совхоз.
В 1927 году из Еремеевского с/с были выделены Бакеевский и Подпоринский с/с.
В 1929 году Еремеевский с/с был отнесён к Воскресенскому району Московского округа Московской области. При этом к нему были присоединены Лисавинский и Подпоринский с/с.
30 октября 1930 года Воскресенский район был переименован в Истринский район.
17 июля 1939 года Еремеевский сельсовет был упразднён. При этом селение Еремеево было передано в Ивановоалексинский с/с, селение Лисавино — в Духанинский с/с, а селение Хованское — в Козино-Нефедьевский с/с.